# Dekáda OSN pro obnovu ekosystému
Dekáda OSN pro obnovu ekosystému na období 2021–2030 vyhlásila Organizace spojených národů. Je koncipována jako prostředek ke zdůraznění potřeby výrazně posílené globální spolupráce při obnově poškozených a zničených ekosystémů, což přispěje k úsilí v boji proti globálnímu oteplování a ochraně biologické diverzity, potravinové bezpečnosti a zásobování vodou.

## Odůvodnění
Dekáda OSN pro obnovu ekosystému na období 2021–2030 se zaměří na vyvážení ekologických, sociálních a rozvojových priorit v krajině, kde dochází k interakci různých forem využívání půdy, s cílem podpořit dlouhodobou odolnost.
Ekosystém zahrnuje všechny živé organismy a jejich vzájemnou interakci a fyzické prostředí (jako je půda, podnebí, atmosféra a počasí). Každý organismus hraje klíčovou roli a přispívá ke zdraví a produktivitě celého ekosystému. Ekosystémy jsou vzájemně závislé a poškození nebo nerovnováha mohou mít zničující a dalekosáhlé důsledky. Základem všech ekosystémových služeb jsou biologická rozmanitost, což jsou výhody, které lidé získávají z ekosystémů, nepostradatelné pro zdraví, přežití a pohodu. Zahrnují služby zajišťující (jídlo, sladká voda, dřevo a vláknina a palivo), regulační služby (moderace klimatu, nemoci, potravní řetězce a čistění vody) a kulturní služby (sloužící estetickým, duchovním a vzdělávacím potřebám).
Člověk svojí činnost ovlivňují schopnost ekosystémů poskytovat toto zboží a služby.  Mezi příčiny ztráty biologické rozmanitosti a úpadku fungování ekosystému patří globální oteplování, odlesňování, dezertifikace a degradace půd, úbytek sladké vody, nadměrné využívání zdrojů, stratosférická ozonová díra a znečištění. Degradace suchozemských a mořských ekosystémů zvyšuje hrozbu hromadného vyhynutí druhů a má negativní dopad na blahobyt přibližně 3,2 miliardy lidí, což představuje ztrátu kolem 10% ročního globálního hrubého domácího produktu (cca 6,3 bilionu amerických dolarů) ve ztrátě druhů a ekosystémových služeb. Degradace zemědělské půdy a ekosystémů snižuje odolnost vůči změně klimatu, což zvyšuje riziko katastrofického kolapsu tváří v tvář rostoucím teplotám a změnám ve vzorcích srážek. Výhody, které mohou budoucí generace získat z ekosystémů, se výrazně sníží, pokud nebudou tyto problémy vyřešeny.
Ekologie obnovy se snaží napravit některé škody způsobené na ekosystémech a biodiverzity. Pomáhá při obnově degradovaných, poškozených a zničených ekosystémů, při obnově ekologické funkčnosti a při poskytování hodnotného zboží a služeb lidem. Mezi příznivé účinky obnovy ekosystémů patří zvýšená bezpečnost potravin a vody, příspěvek ke zmírňování a přizpůsobování se změně klimatu a řízení souvisejících rizik konfliktů a migrace. Obnova 350 milionů hektarů degradovaných suchozemských a vodních ekosystémů do roku 2030 by mohla generovat ekosystémové služby ve výši 9 bilionů amerických dolarů a odstranit 13 až 26 gigatun skleníkových plynů z atmosféry. Výhody získané z ekosystémů generují výhody v průměru převyšují náklady na počáteční investici desetkrát, zatímco náklady na nečinnost jsou nejméně trojnásobkem nákladů na obnovu ekosystému. 

## Příležitost a cíle
Asi 2 miliardy hektarů (20 000 000 km²) degradovaných půd po celém světě má potenciál pro obnovu ekosystému. Většina obnovovacích prací by mohla mít podobu „obnovy mozaiky“, kdy jsou lesy kombinovány s chráněnými územími, plochami pro zemědělství, vodními plochami a lidskými sídly v měřítku celé krajiny.
Obnova transformačního ekosystému vyžaduje silné odhodlání a úsilí zemí, mezinárodního společenství, občanské společnosti, soukromého sektoru a dalších aktérů. Dosažení cíle Bonnské výzvy spočívajícího v obnově nejméně 350 milionů hektarů degradované krajiny do roku 2030 by mohlo dosáhnout čistých výhod až 9 bilionů dolarů a zmírnit chudobu v mnoha venkovských komunitách. Dekáda OSN si klade za cíl podporovat koordinovaný a holistický, na krajinu zaměřený přístup k vzájemné závislosti ekosystémů, lidských potřeb a biologické rozmanitosti, aby se urychlil pokrok potřebný k udržení a obnově ekosystémů. 
Dekáda OSN o obnově ekosystémů byla založena za účelem:
- Vytvořit společnou vizi a upřednostnit obnovu ekosystémů z globální na místní úroveň, aby se urychlila zvrácení degradace ekosystému
- Začlenění obnovy ekosystémů do politik a plánování řešení současných rozvojových výzev v důsledku degradace půdy, ztráty biologické rozmanitosti a zranitelnosti klimatické změny
- Podporovat holistický přístup k dosažení mezinárodních závazků a národních priorit prostřednictvím obnovy ekosystémů a krajiny
- Posílit spolupráci a mobilizaci zdrojů za účelem zvýšení toku finančních zdrojů, technologií, znalostí a budování kapacit do zemí a jurisdikcí usilujících o splnění národních cílů a mezinárodních závazků, včetně cílů udržitelného rozvoje, prostřednictvím obnovy ekosystémů
- Podporovat partnerství a investice podporující odolnou ekonomiku zvyšováním podpory pro generování hodnoty pro drobné zemědělce z produktů využití půdy a potenciál přispět k obnově ekosystému
- Podporovat spolupráci mezi poskytovateli finančních prostředků, vládami, občanskou společností a soukromým sektorem s cílem pomoci překonat překážky rozšiřování produktivních systémů účinně využívajících zdroje ve spojení s obnovou ekosystému
- Zvyšovat povědomí o důležitosti funkčních ekosystémů pro blahobyt člověka a produktivní činnosti, místní rozvoj a ekonomickou udržitelnost společnosti.